# Klara
Klara – imię żeńskie pochodzenia łacińskiego. Wywodzi się od przymiotnika clarus oznaczającego „jasny”, „jaśniejący”, „sławny”.
Klara imieniny obchodzi: 20 marca, 17 kwietnia, 11 sierpnia, 12 sierpnia i 18 sierpnia.
Osoby noszące imię Klara:
- Klara z Asyżu – święta katolicka, duchowa córka św. Franciszka z Asyżu
- Klara z Montefalco – święta katolicka, opatka zakonu augustianek
- Klara z Rimini – błogosławiona katolicka
- Klara Badano – błogosławiona katolicka
- Chiara Zorzi – księżna Aten (1451)
- Clara Alonso – argentyńska aktorka i piosenkarka
- Claire Bloom – angielska aktorka
- Claire Coffee – amerykańska aktorka
- Claire Danes – amerykańska aktorka
- Clara Barton – założycielka Amerykańskiego Czerwonego Krzyża
- Clara Bow – amerykańska aktorka
- Clara Hughes – kanadyjska łyżwiarka szybka i kolarka szosowa
- Klara Sierońska-Kostrzewa – polska gimnastyczka
- Clara Schumann – niemiecka pianistka
- Klara Zach – kochanka Kazimierza Wielkiego
- Klára Jarunková – słowacka pisarka
- Klára Zakopalová – czeska tenisistka

## Postacie fikcyjne
- Klara Raptusiewiczówna – postać z Zemsty Aleksandra Fredry;
- Klara, kuzynka Anieli – postać ze Ślubów panieńskich Aleksandra Fredry;
- Klara Nowak – bohaterka serii opowiadań pt. Klara Pii Hagmar;
- Klara – postać rysowana przez Marka Lenca w krótkich historyjkach komiksowych;
- Claire Dunphy, bohaterka amerykańskiego serialu telewizyjnego Współczesna rodzina;
- Claire Fisher, bohaterka amerykańskiego serialu telewizyjnego Sześć stóp pod ziemią;
- Claire Bennet, bohaterka amerykańskiego serialu telewizyjnego Herosi;
- Claire Littleton, bohaterka amerykańskiego serialu telewizyjnego Zagubieni;
- Claire Meade, bohaterka amerykańskiego serialu telewizyjnego Brzydula Betty;
- Clara Oswald, towarzyszka Doktora w serialu Doktor Who;
- Klara, postać z serialu Czas Honoru, wnuczka pani Rozalii, ukochana Romka Sajkowskiego.
- Clary Fairchild/ Fray, bohaterka serii Darów Anioła.